# Ovikokorero-Kriegerdenkmal
Das Ovikokorero-Kriegerdenkmal (englisch Ovikokorero War Memorial) ist ein Kriegerdenkmal auf Farm Harmonie unweit von Okahandja in der Region Otjozondjupa in Namibia. Dieses ist seit dem 19. März 1979 ein Nationales Denkmal Namibias.
Es handelt sich um ein Denkmal in Pyramidenform mit einer Höhe von vier Metern. Es ist von vier Grabstätten umgeben und erinnert an 26 Soldaten der Schutztruppe für Deutsch-Südwestafrika, die hier am 13. März 1904 im Rahmen des Gefechts von Ovikokorero gefallen sind. Sie befanden sich auf einem Kriegszug unter Leitung von Major Franz Georg von Glasenapp gegen ein nahegelegenes Camp der Herero. Unter den Getöteten befand sich auch Hugo von François.